# Walther Wenck
Walther Wenck (Vitemberga, 18 de setembro de 1900 — Bad Rothenfelde, 1 de maio de 1982) foi o general mais jovem do Exército Alemão durante a Segunda Guerra Mundial. Ao fim do conflito, ele comandou o 12º Exército. Wenck ordenou que suas forças se rendessem aos Estados Unidos para evitar a captura pelas tropas soviéticas. Antes de se render, Wenck participou dos eventos que se desenrolaram durante a batalha por Berlim. Enquanto a capital da Alemanha Nazista estava cercada pelo Exército Vermelho, Hitler ordenou que Walther Wenck usasse suas forças para atacar os russos e salvar a cidade mas ele não obedeceu reconhecendo que seu exército não tinha condições de realizar um ataque e ainda assim as forças do inimigo eram muito superiores numéricamente. Berlim caiu frente aos soviéticos em 2 de maio de 1945. Wenck fugiu para o oeste e se rendeu aos americanos juntos com suas tropas.
Na Alemanha, ele era conhecido como "O garoto General".